# Leandro Despouy
Leandro Despouy (Ciudad de San Luis; 4 de abril de 1947-Buenos Aires; 18 de diciembre de 2019) fue un político, abogado, activista de derechos humanos y docente argentino, miembro de la Unión Cívica Radical.
Desarrolló su carrera diplomática a nivel internacional y ocupó la Presidencia de la Comisión de Derechos Humanos de la ONU (actualmente denominada Consejo de Derechos Humanos).
Se destacó además por su faceta intelectual, siendo autor de numerosos libros y artículos. Debió exiliarse en Francia entre 1975 y 1983, producto del terrorismo de Estado durante esa época.
Desde 2002 hasta 2016 presidió la Auditoría General de la Nación, órgano estatal autónomo encargado del control del manejo de fondos públicos por parte del Poder Ejecutivo.
En 2016 recibió la Mención Especial de los Premio Konex a las Humanidades Argentinas.
En noviembre de 2016, siendo representante especial para Derechos Humanos de la Cancillería Argentina, fue elegido para integrar el área de derechos humanos de la Comisión de Control de Ficheros de Interpol (CCF). Con tal motivo, expresó: «Es un cargo clave. La Argentina ha estado en la estructura de Interpol, pero nunca en un organismo de expertos [de dicha entidad].»
Tras varios meses de lucha contra el cáncer, falleció a los setenta y dos años.

## Trayectoria
Oriundo de la provincia de San Luis, durante su juventud se recibió de abogado y se afilió a la Unión Cívica Radical.
Producto del accionar de la Triple A, grupo paraestatal comandado por José López Rega, debió exiliarse durante 8 años en Francia, desde donde fue la primera persona en denunciar en foros internacionales (como el Tribunal Russell) el accionar de esta organización primero y, tras el golpe de 1976, el de la Dictadura Militar.[cita requerida]
En 1983, tras el triunfo del radical Raúl Alfonsín, fue convocado para ocupar el cargo de embajador entre 1984 y 1989. Desempeñó el rol de embajador plenipotenciario de la Cancillería Argentina, cargo desde el cual gestionó la presencia de personalidades extranjeras en el Juicio a las Juntas Militares y representó a su país en foros internacionales.
Siguió desarrollando tareas diplomáticas en la ONU tras la finalización del mandato de Alfonsín y fue nombrado presidente de la delegación argentina ante la Comisión de Derechos Humanos de las ONU.

### Gestión en la Auditoría General de la Nación
A comienzos de 2002 es nombrado por el radicalismo para ocupar la presidencia de la Auditoría General de la Nación, órgano encargado de controlar la gestión y el manejo de fondos por parte del Sector Público Nacional. Al asumir afirmó que "la Argentina carece de una cultura del control".
Desde que Despouy asumió como presidente, la AGN realizó una serie de auditorías entre las que se destacan el programa Fútbol Para Todos y denuncias por la falta de control del Gobierno Nacional con la empresa Trenes de Buenos Aires. Emitió cuatro informes advirtiendo por la seguridad física de los pasajeros y del material rodante.

“A la luz de las observaciones que ya hemos formulado, si la autoridad política, la autoridad del Estado, no ha actuado en consecuencia y no ha aplicado sanciones graves y ha tenido un comportamiento diligente, la responsabilidad en última instancia quedaría en manos de la autoridad.”
Leandro Despouy

El martes 13 de marzo de 2012 presentó el informe de sus diez años al frente de la Auditoría y el radicalismo ratificó su continuidad en el cargo. El presidente del Comité Nacional de la UCR, Mario Barletta, indicó en un comunicado: “Despouy prestigió a la UCR durante su desempeño al frente del organismo de control del Poder Ejecutivo que contempla la propia Constitución”.

## Críticas
Debió afrontar varios intentos fallidos de destitución, ya que el mandato de Despouy fue calificado de «irregular» por haber vencido el 19 de marzo de 2010 y el radicalismo, que como principal partido opositor debía nombrar al presidente de la AGN, no comunicó a las autoridades del Congreso la continuidad de su desempeño.
Trabajadores de la Auditoría General de la Nación (AGN) cuestionaron en 2013 que, durante la gestión de Despouy, la planta permanente del organismo creció de una forma “indiscriminada” con trabajadores a los que no se les conoce tareas y se contrató tuiteros para que embistan contra empresas y organismos estatales. Despouy fue criticado porque la Auditoría General de la Nación aumentó en un 151,7% la cantidad de personal entre 2002 y 2014, lapso en el cual, sin embargo, el organismo habría reducido la productividad en un 61,12%. Se necesitaron 1.095 empleados para realizar 238 informes de auditoría externa, lo que significa que se utilizó dos veces y media más personal que doce años antes para realizar la misma cantidad de informes. También fue criticado por contratar a empleados considerados "ñoquis" para la campaña del candidato radical Ernesto Sanz para la presidencia.
Auditores de la Nación miembros del Colegio de Auditores Generales afirmaron que Despouy habría alterado informes y manifestaron que no se harían responsables de sus interpretaciones y dichos personales.
En 2014 el abogado Diego Rugilo denunció a Despouy por presunto nombramiento irregular de dos empleados, el periodista Esteban Schmidt y el politólogo y escritor Franco Rinaldi, a quienes Rugilo acusó de no cumplir con sus funciones.
En 2014 el mismo abogado Rugilo denunció a Despouy por presunta malversación de fondos públicos y violación de secretos.